# Pastizales costeros del Golfo occidental
Los pastizales costeros del Golfo occidental (en inglés: Western Gulf coastal grasslands) son una ecorregión de pastizales subtropicales del sur de Estados Unidos y el noreste de México . Se le conoce en Luisiana como "pradera cajún", en Texas como "pradera costera" y como pastizal tamaulipeco en México.

## Entorno

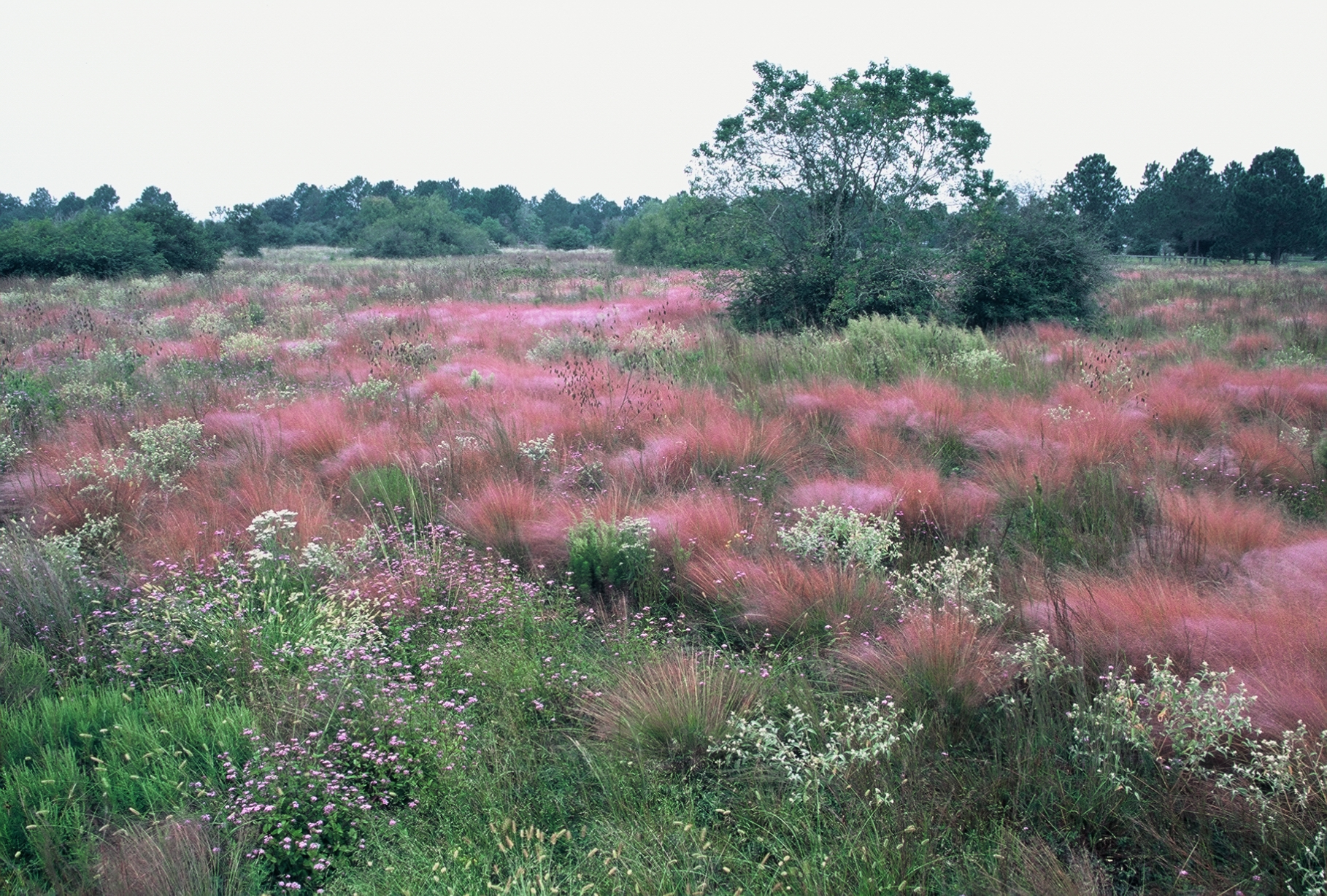
Pradera Williams, una reserva de pradera remanente de 10 acres (40,000 m) al oeste de Houston en el condado de Waller, Texas, EE. UU.

La ecorregión cubre un área de 77 425 km² (29 893,8 mi²) que se extiende a lo largo de la costa del Golfo de México desde el sureste de Luisiana (al oeste del delta del Misisipi ) a través de Texas y en el estado mexicano de Tamaulipas hasta la Laguna Madre . Las áreas específicas incluyen una serie de islas barrera y las resacas o diques naturales de la Laguna Madre.  La costa es vulnerable a las tormentas tropicales que pueden dañar gravemente los hábitats.
Este ecosistema es de origen edáfico; los suelos de esta región son de una arcilla pesada que contribuyó a dificultar el establecimiento de especies leñosas, lo que permitió que las gramíneas y las especies herbáceas fueran más competitivas. Las áreas cubiertas de hierba están interrumpidas por muchas bolsas/arboledas de bosque, generalmente a lo largo de cursos de agua, o bolsas aisladas de limo/arena entre el sustrato (donde el suelo es más permisivo para el crecimiento de los árboles).

## Clima
Desde el oeste de Luisiana hasta la costa superior de Texas, el clima de la región es subtropical húmedo, con altas precipitaciones anuales. El clima se vuelve más árido al descender por la costa de Texas y en dirección al noreste de México, aunque los totales de precipitación siguen siendo lo suficientemente altos para clasificarlos como subtropicales húmedos.

## Flora
El hábitat natural del área es una mezcla de praderas de pastos altos similares a las que se encuentran en el interior de Texas, con hierba de don Carlos (Sorghastrum nutans), talliazul grande (Andropogon gerardi), talliazul pequeño (Schizachyrium scoparium) y pasto varilla (Panicum virgatum) siendo las especies de pasto alto principales típicas de la pradera costera, con varios otros pastos más cortos y muchas especies herbáceas y leñosas .
Además, la región tiene bosques de tierras bajas que bordean las llanuras aluviales de los numerosos vías fluviales de la región. En las regiones más húmedas a lo largo de la costa superior de Texas y Luisiana, las especies de árboles incluyen muchas de las que se ven en los bosques del sur de los Estados Unidos, como el encino siempreverde, el ciprés calvo, la magnolia, el pino amarillo, el roble encino y el palo blanco .
El tercio sur del franja de Texas y toda la porción de Tamaulipeco contiene áreas arbustivas de mezquite dulce (Prosopis glandulosa), huisache (Vachellia farnesiana var. farnesiana), rabo de lagarto (Zanthoxylum fagara) y chapote prieto (Diospyros texana).

## Fauna
Esta costa es rica en vida silvestre, aquí se han contabilizado 700 especies de aves, animales y reptiles, aunque muchas en la actualidad están amenazadas o en peligro de extinción. Esta costa es un hábitat crítico para los pollos de las praderas de Attwater (Tympanuchus cupido attwateri), de los cuales más de un millón habitaban las praderas de Texas y Luisiana en el siglo XIX, pero la reducción extrema de su hábitat los colocó en la lista de especies en peligro de extinción de EE. UU. en 1967 . Otra ave amenazada de la costa es la grulla blanca (Grus americana). Muchas especies de aves zancudas, playeras y otras aves acuáticas son abundantes. Las aves en la parte mexicana de la región incluyen el semillero de Morelet (Sporophila morelleti), la paloma piquirroja (Columba flavirostris), la chara papán (Cyanocorax morio), el cormorán neotropical (Phalacrocorax brasilianus), la tórtola aliblanca (Leptotila verrequxi) y el turpial de Audubon (Icterus graduacauda) .
Los mamíferos del área incluyen el lince rojo, pecaríes de collar, venados de cola blanca, conejos serranos, siendo el ocelote (Leopardus pardalis), el yaguarundí de la costa del Golfo (Puma yagouaroundi cacomitli), el murciélago amarillo (Lasiurus ega) y el ratón de bolsillo espinoso mexicano (Liomys irroratus) más abundantes en México. La playa Rancho Nuevo en Tamaulipas y a lo largo de la costa de Texas son los únicos sitios de anidación en el mundo para la tortuga lora (Lepidochelys kempii), mientras que otra herpetofauna de la parte sur de la ecorregión incluye la rana chirriadora de Río Grande (Eleutherodactylus cystignathoides) y la rana labiblanca (Leptodactylus fragilis).

## Amenazas y preservación
Menos del 1 % de la ecorregión permanece en condiciones prístinas, casi en su totalidad en Texas, mientras que la mayor parte de la costa se ha convertido en tierras de cultivo, incluidos arrozales, tierras de pastoreo o áreas urbanas, como Houston, Texas . Los estuarios y otros humedales costeros están mejor conservados que la pradera y, sin duda, las áreas protegidas de la costa son principalmente santuarios de aves acuáticas.

## Galería

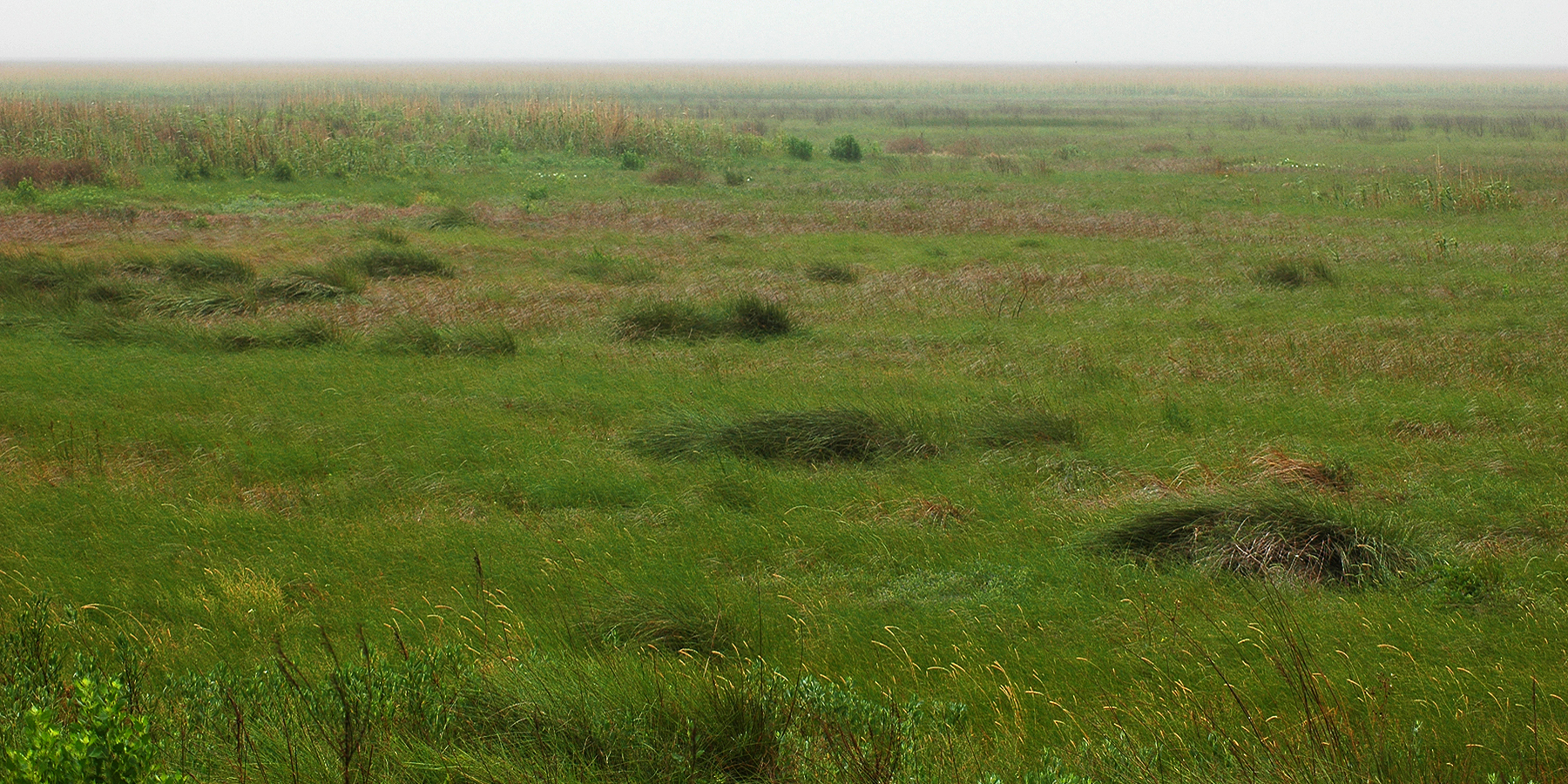
Refugio Nacional de Vida Silvestre McFaddin, condado de Jefferson, Texas, EE. UU. (30 de abril de 2010).
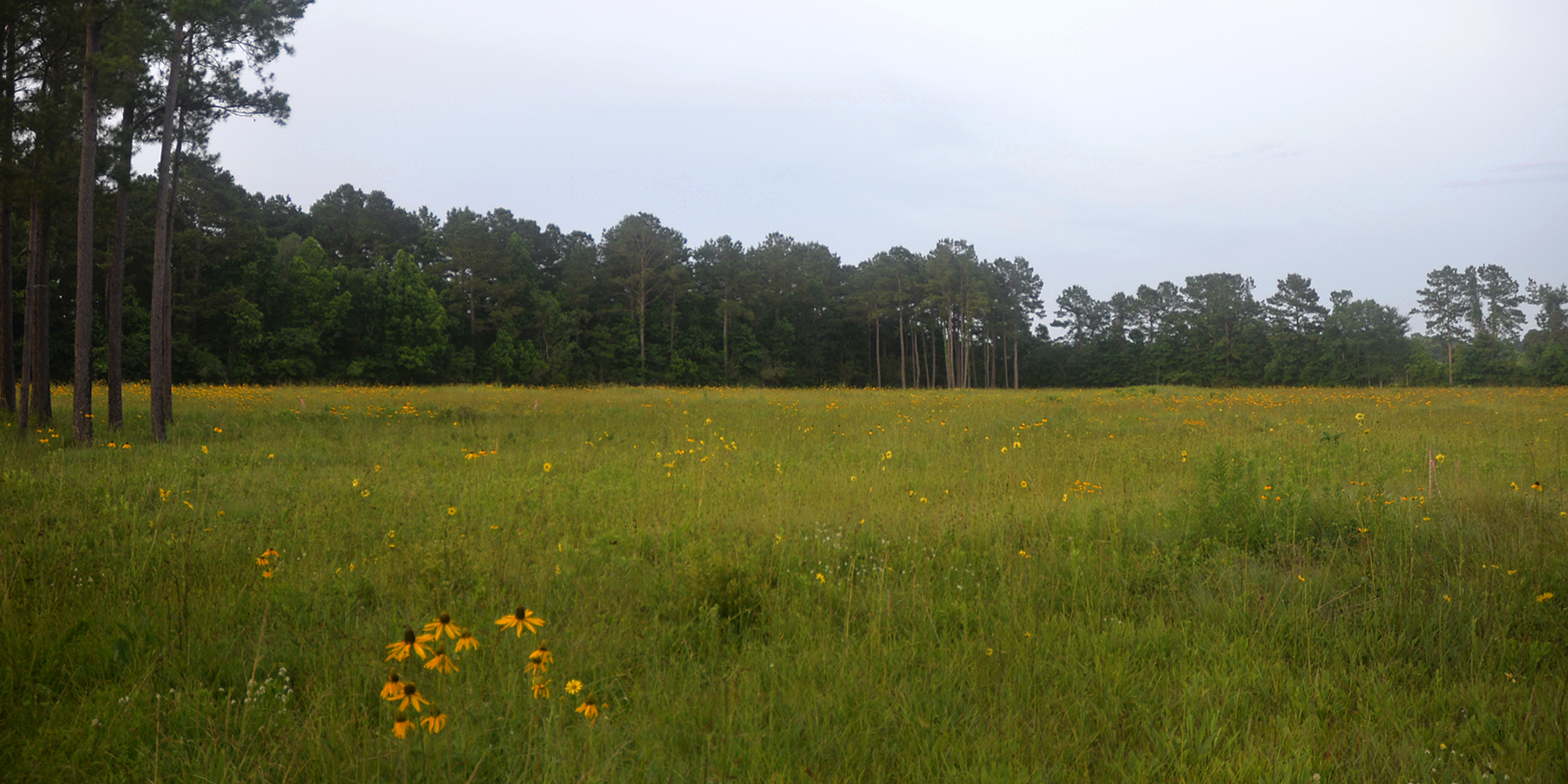
Vedado de la pradera Marysee, County Road 2077, condado  Liberty, Texas, EE. UU. (22 de mayo de 2020).
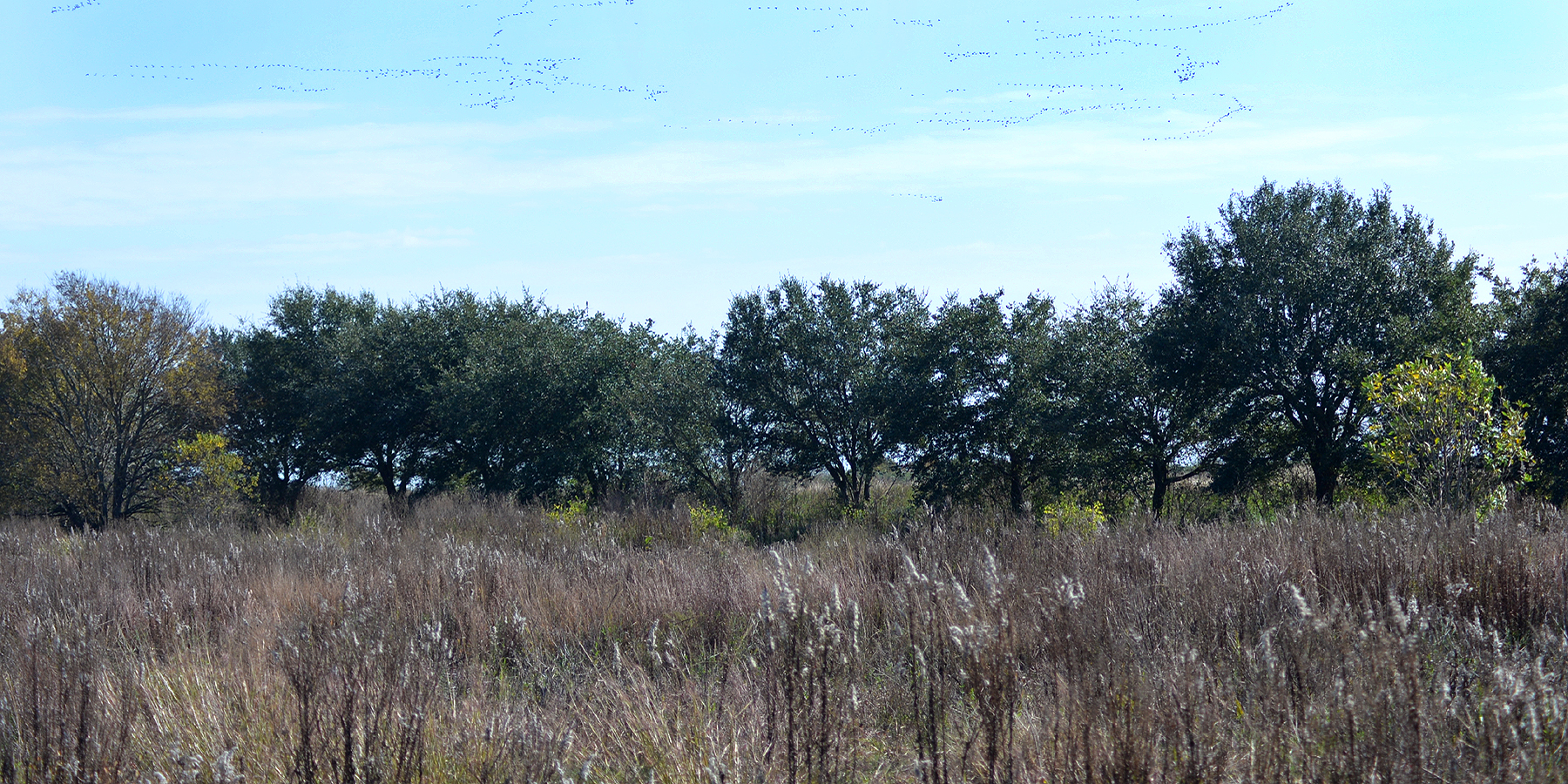
Refugio Nacional de Vida Silvestre Anáhuac, condado de Chambers, Texas, EE. UU. (1 de diciembre de 2018).
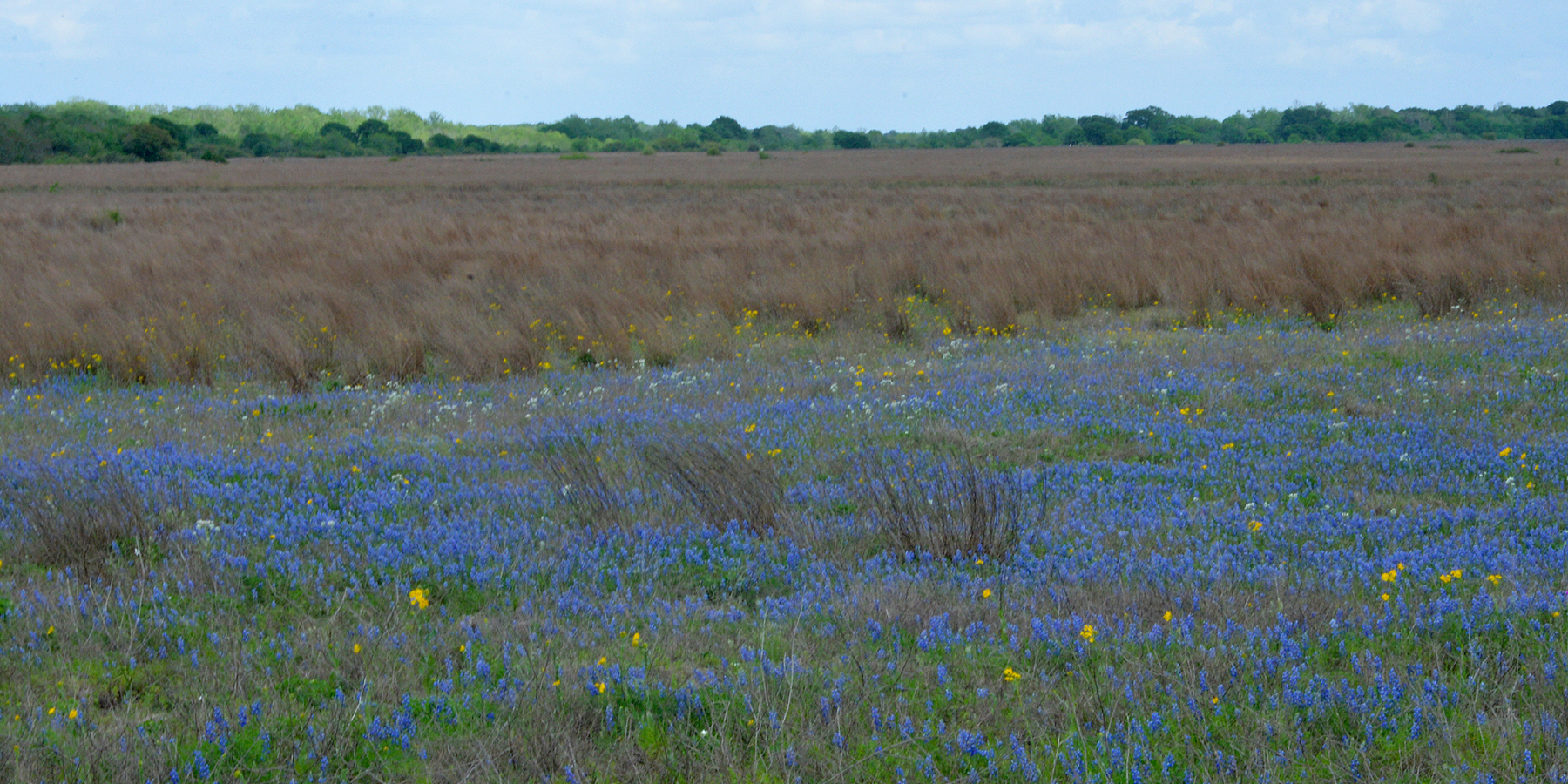
Lupinos de Texas (Lupinus texensis), Refugio Nacional de Vida Silvestre Attwater Prairie Chicken, condado de Colorado, Texas, EE. UU. (29 de marzo de 2019).
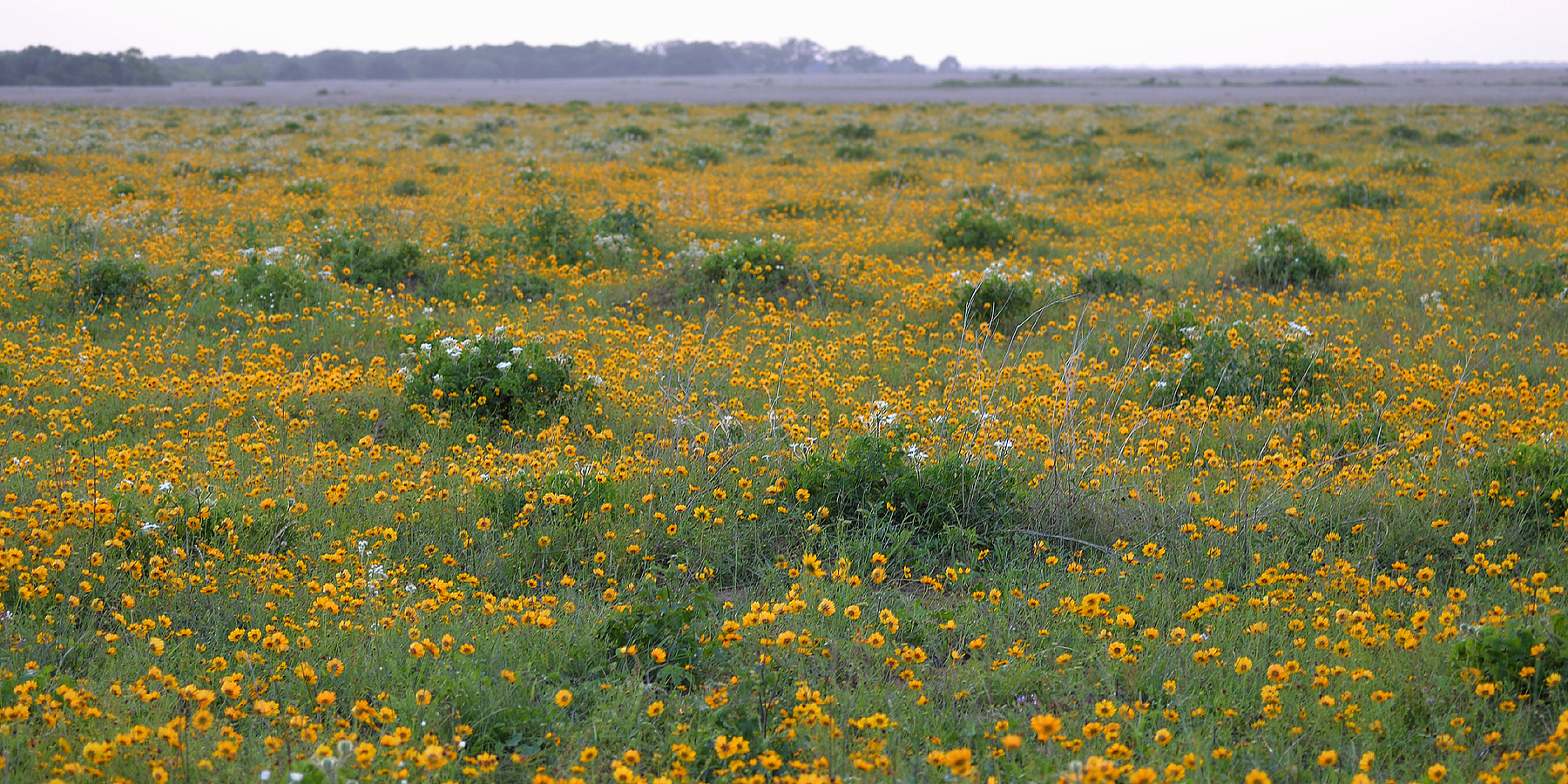
Malas mujeres & coreopsis de llanura, Área nacional protegida para la vida silvestre Attwater Prairie Chicken, condado del Colorado, TX, EE. UU. (3 de mayo de 2018).
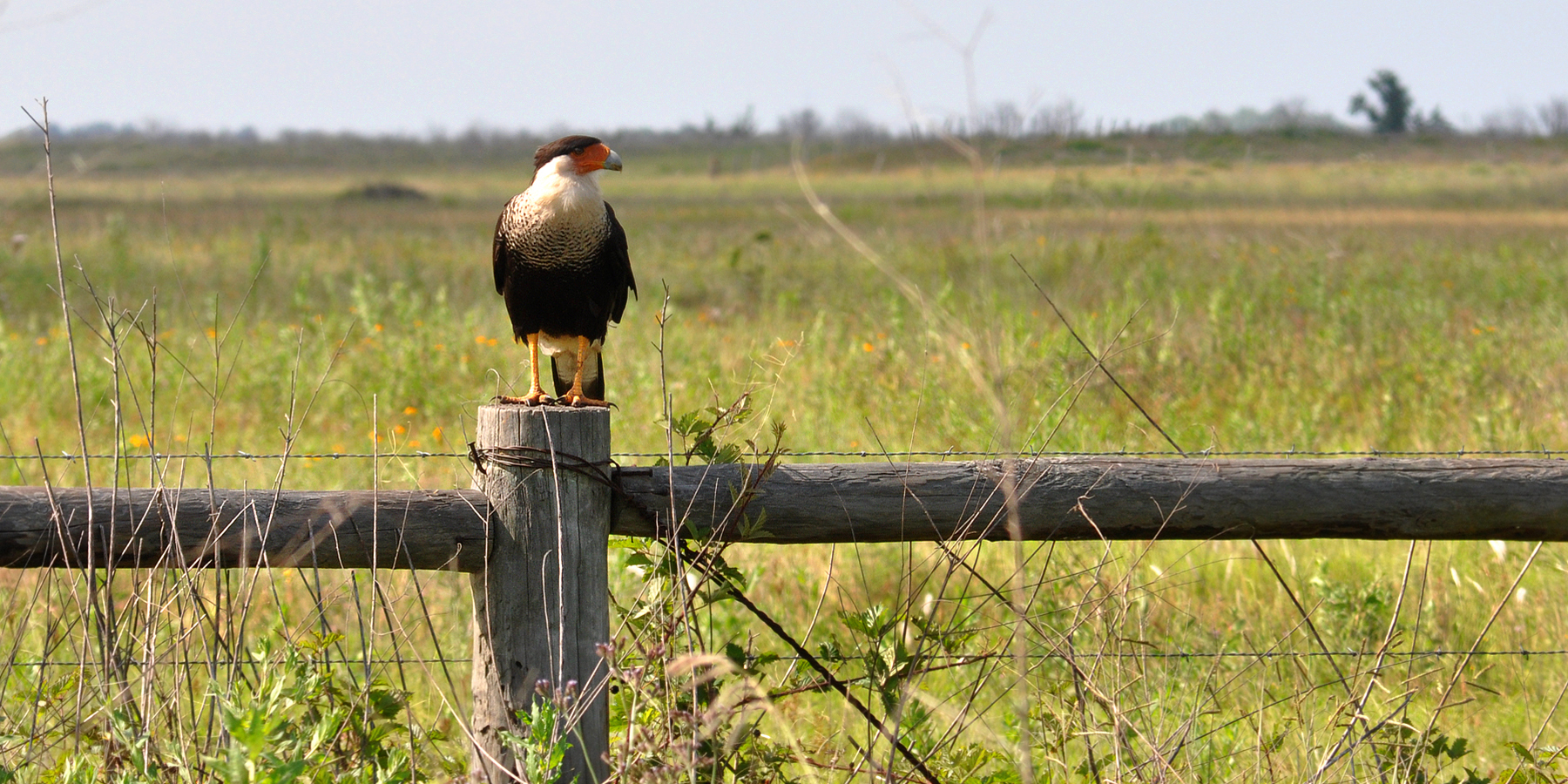
Carancho (Caracara plancus) Refugio Nacional de Vida Silvestre Attwater Prairie Chicken, condado del Colorado, Texas, EE. UU. (24 de mayo de 2014).
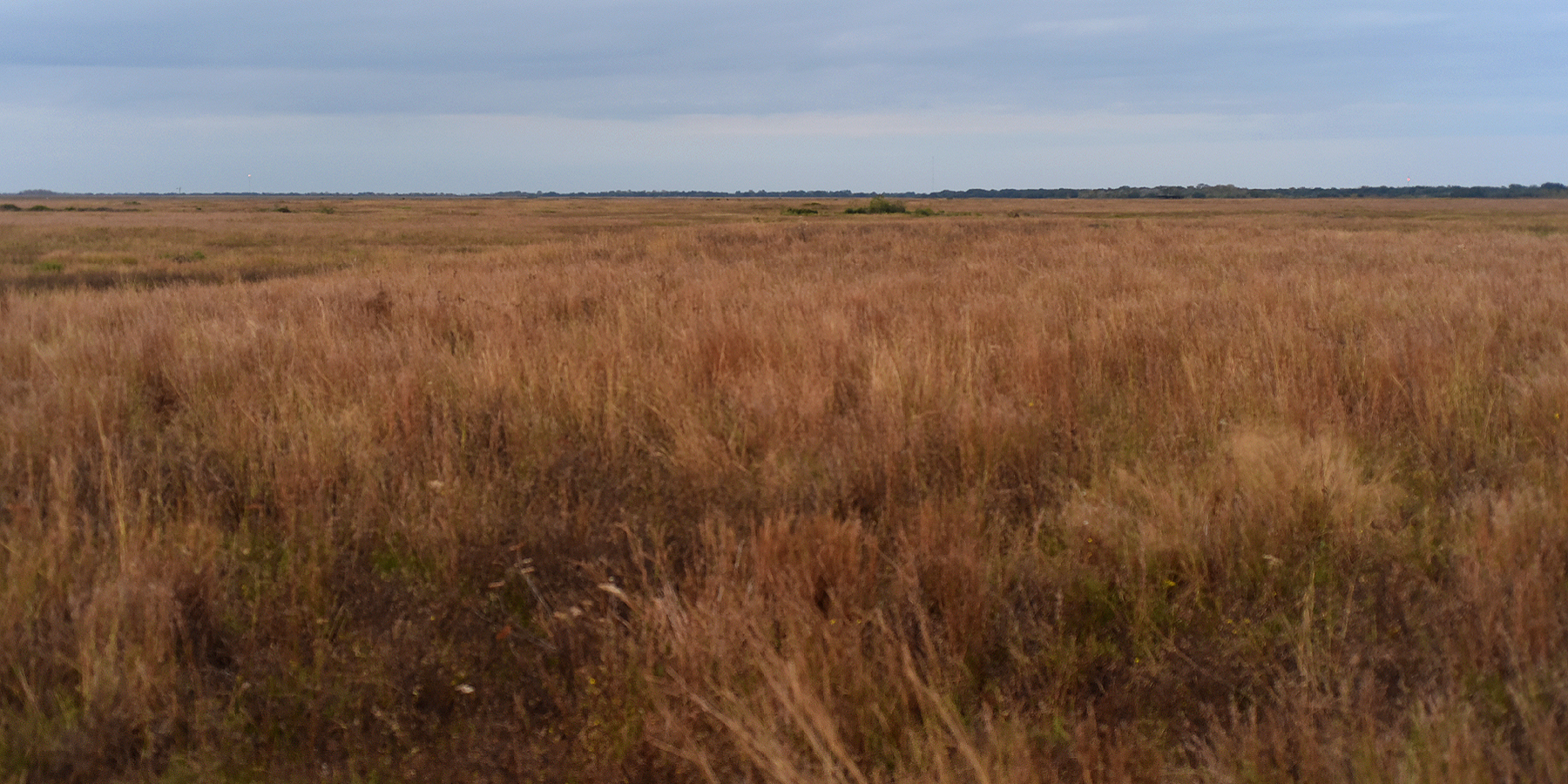
Refugio Nacional de Vida Silvestre Attwater Prairie Chicken, condado de Colorado, Texas, EE. UU. (11 de noviembre de 2017).
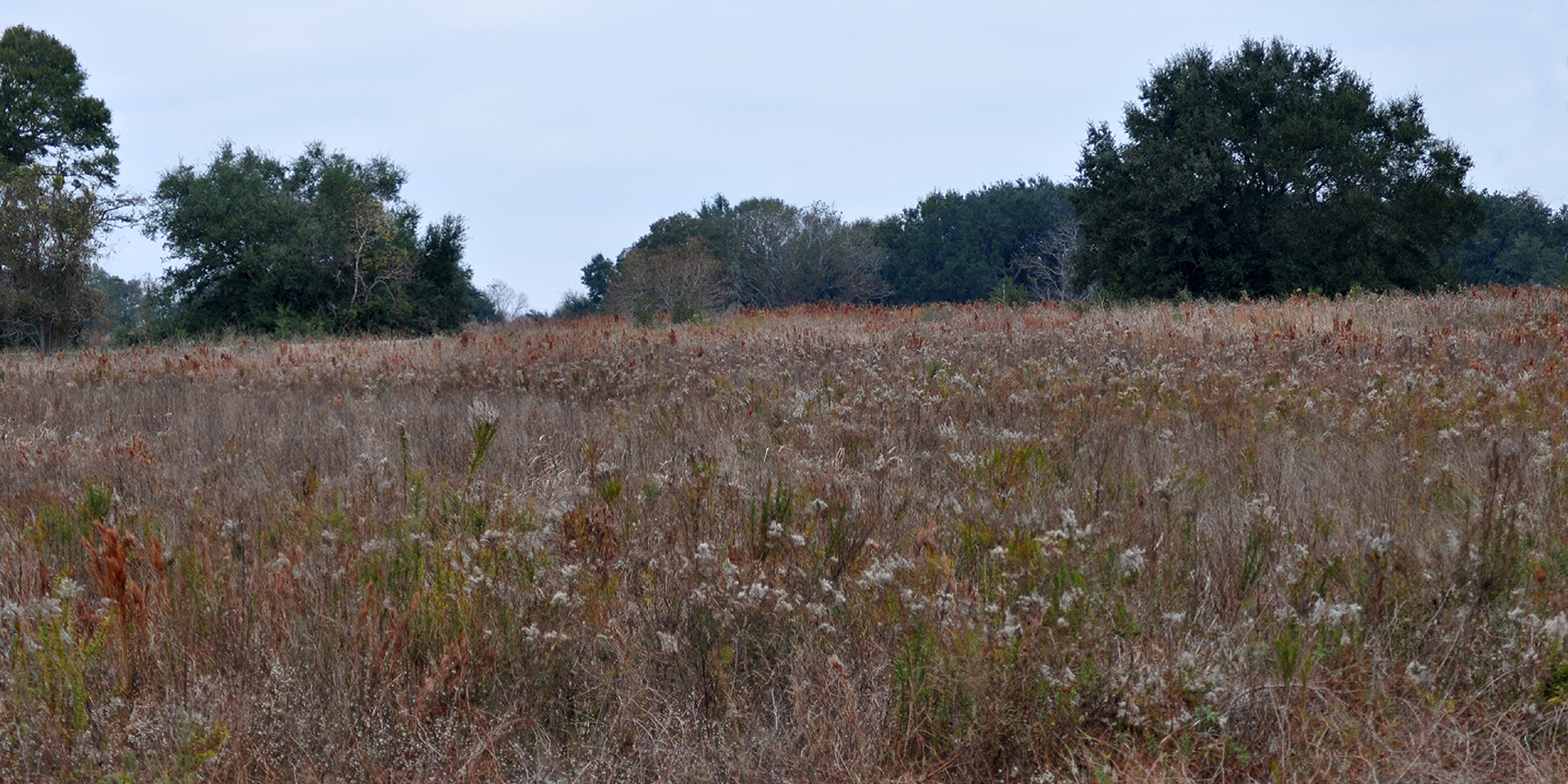
Parque estatal Brazos Bend, condado de Fort Bend, Texas, EE. UU. (8 de diciembre de 2010).
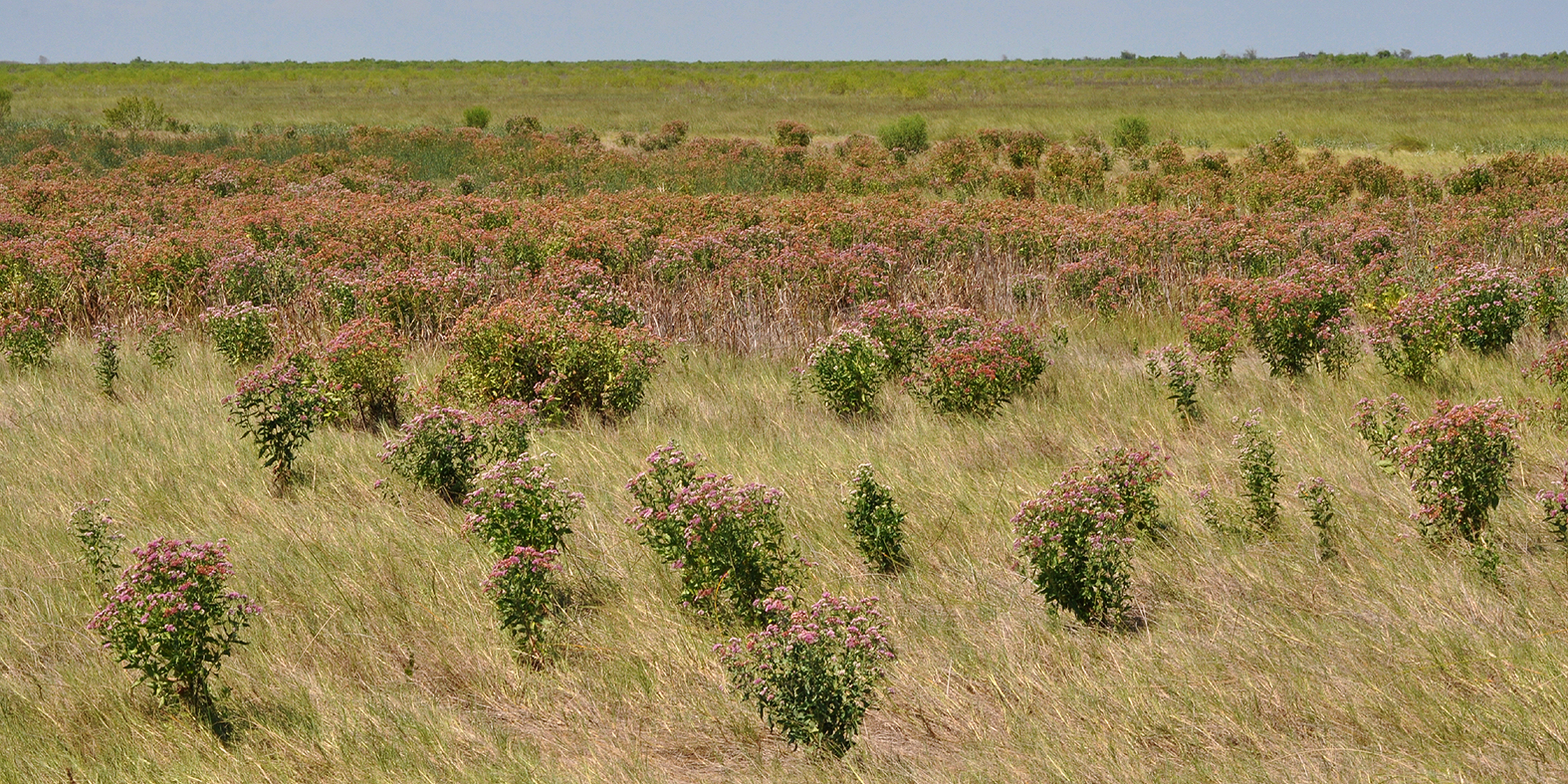
Huelebién (Pluchea odorata), Refugio Nacional de Vida Silvestre de Brazoria, condado de Brazoria, Texas, EE. UU. (24 de agosto de 2013).
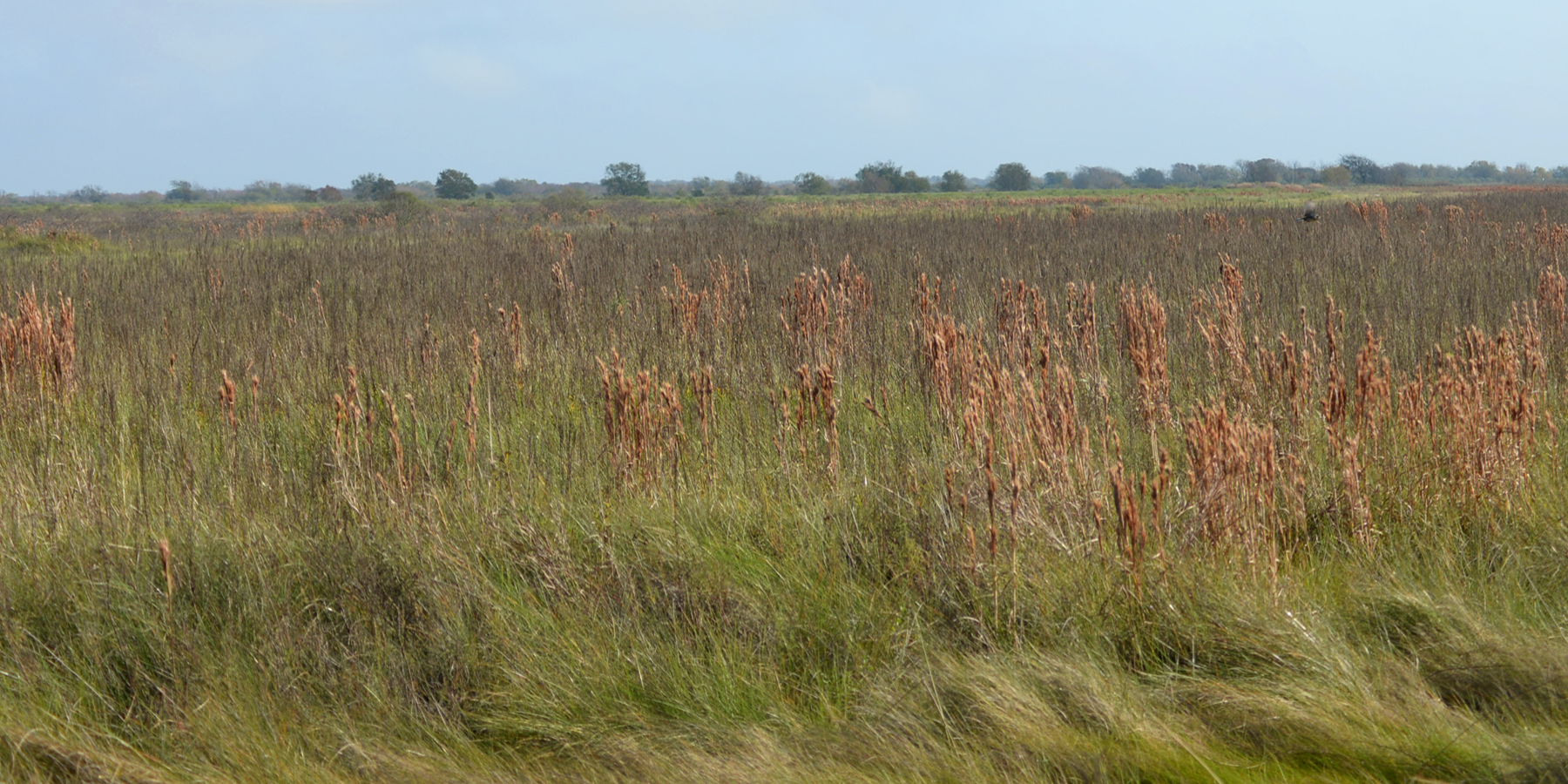
Refugio Nacional de Vida Silvestre de San Bernard, condado de Brazoria, Texas, EE. UU. (12 de diciembre de 2016).
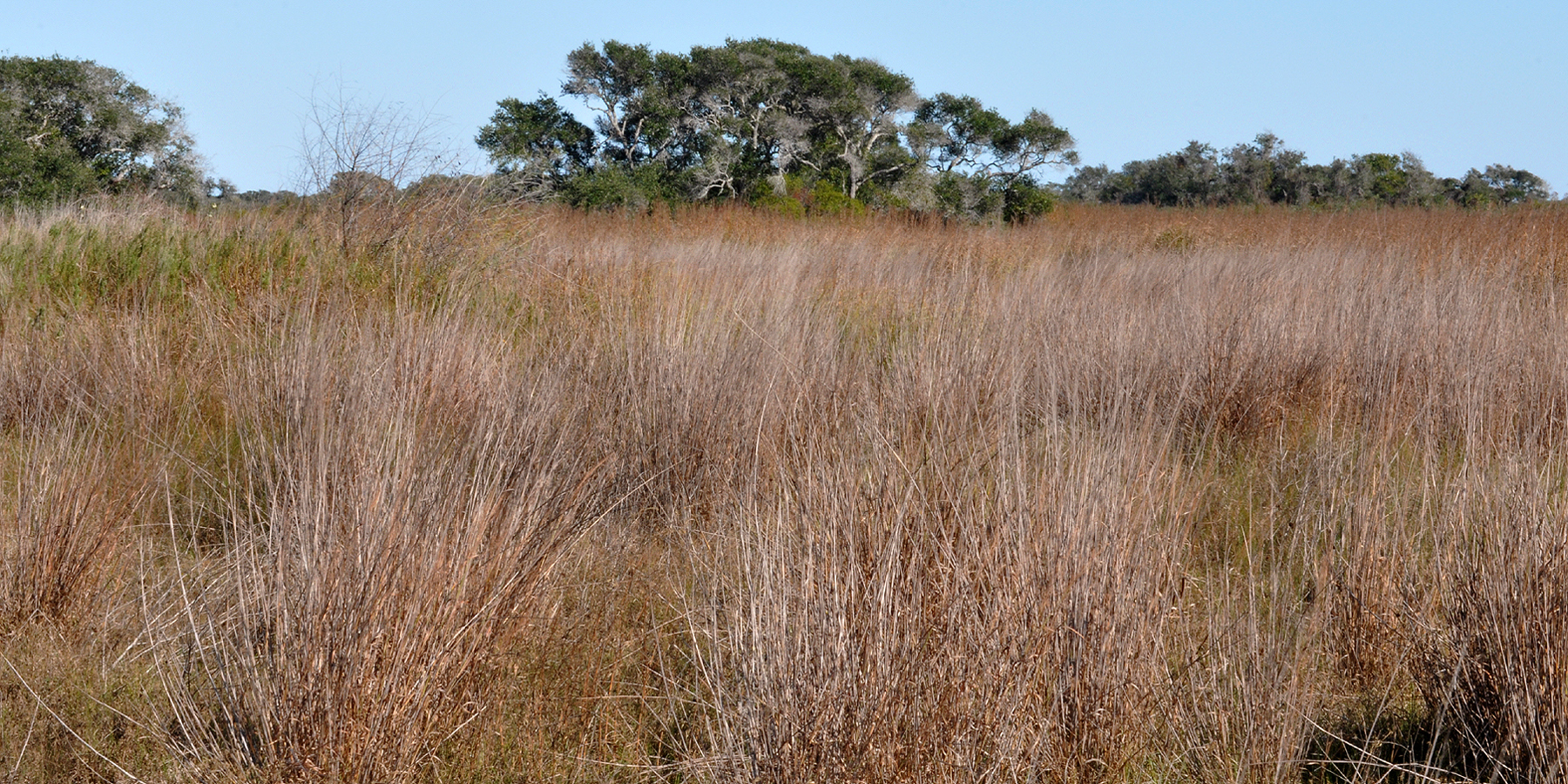
Refugio Nacional de Vida Silvestre de Aransas, condado de Aransas, Texas, EE. UU. (27 de noviembre de 2011).
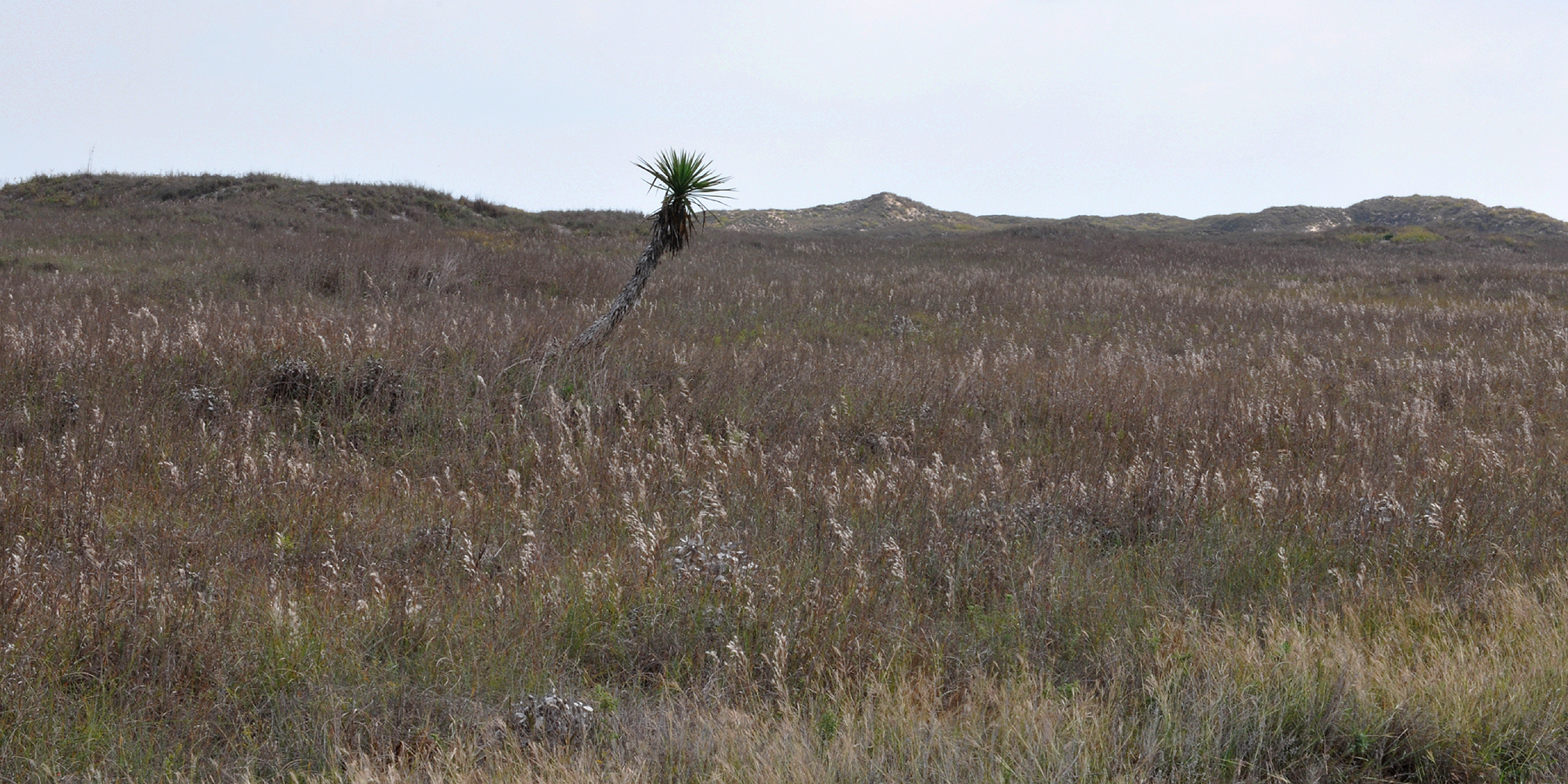
Litoral Nacional de Isla Padre, condado de Kleberg, Texas, EE. UU. (26 de noviembre de 2011).
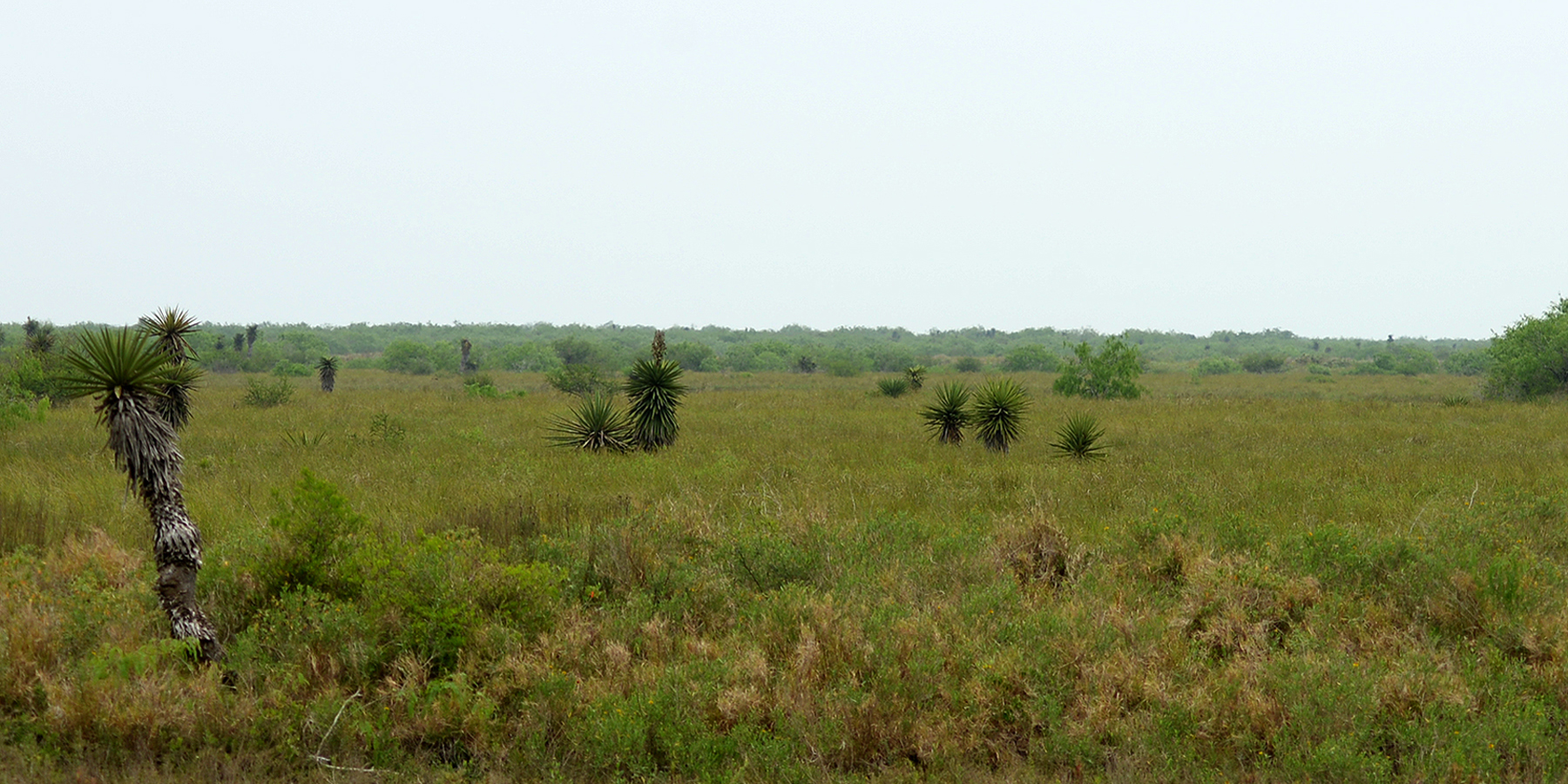
Daga española (Yucca treculeana), Refugio Nacional de Vida Silvestre Laguna Atascosa, condado de Cameron, Texas, EE. UU. (12 de abril de 2016).
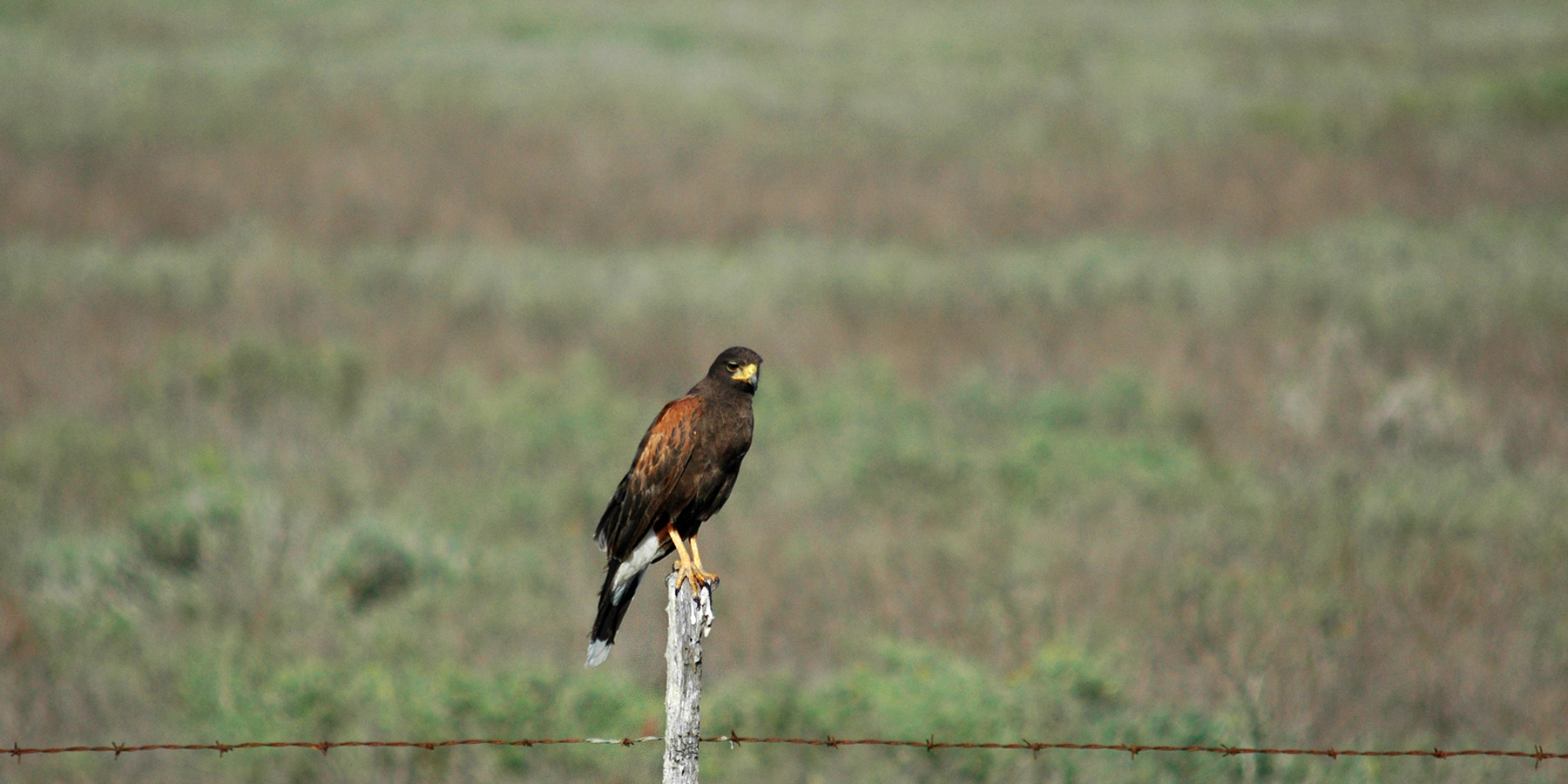
Gavilán mixto (Parabuteo unicinctus) en la vía al Mezquital, Municipio de Matamoros, Tamaulipas, México (18 de marzo de 2009).
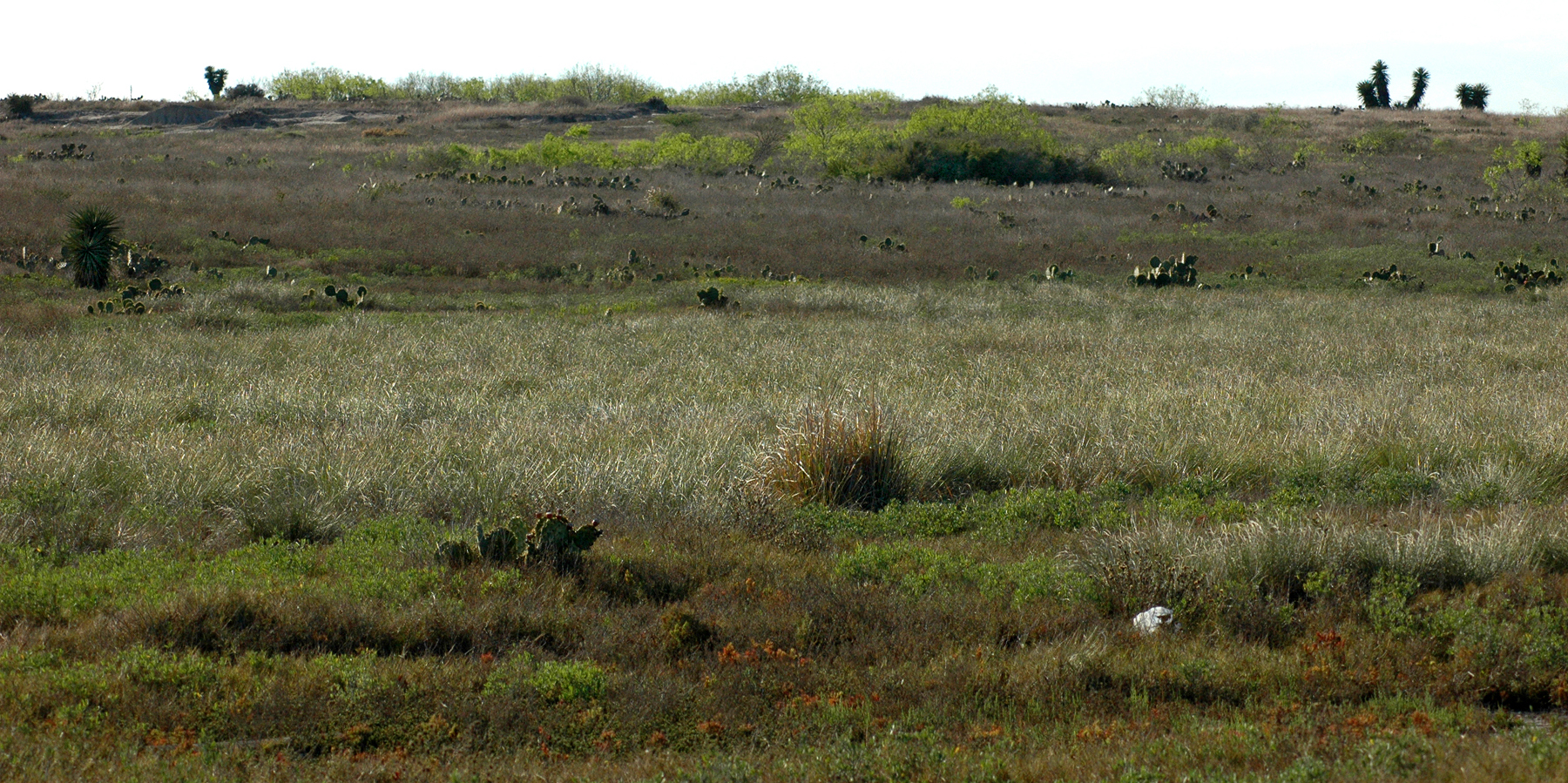
Hábitat de pastizal en la vía al Mezquital, Municipio de Matamoros, Tamaulipas, México (18 de marzo de 2009).